# 座禅川
座禅川（ざぜんかわ）は、神奈川県平塚市を流れる金目川水系の二級河川。本流に尼ヶ滝、支流に駒ヶ滝（清滝）がある。

## 地理
神奈川県平塚市土屋の七国峠付近に源を発し、平塚市南金目で三笠川を合わせ金目川に合流する。

## 橋梁
- めがね橋（神奈川県道77号平塚松田線）
- 芳盛寺橋
- 坂元橋
- 脇橋（神奈川県道77号平塚松田線）
- 堀切橋（平塚市立土屋幼稚園近く）
- 座禅川橋（平塚市立土屋小学校・神奈川大学湘南ひらつかキャンパス近く）
- 門前橋
- 碁打橋
- 土屋窪橋
- 観音橋
- 寺分大橋
- 滝沢橋
- 佐の橋